# Cornillon (Frankrijk)
Cornillon is een gemeente in het Franse departement Gard (regio Occitanie). De plaats maakt deel uit van het arrondissement Nîmes. Cornillon telde op 1 januari 2022 908 inwoners.

## Geografie
De oppervlakte van Cornillon bedroeg op 1 januari 2022 15,58 vierkante kilometer; de bevolkingsdichtheid was toen 58,3 inwoners per km².

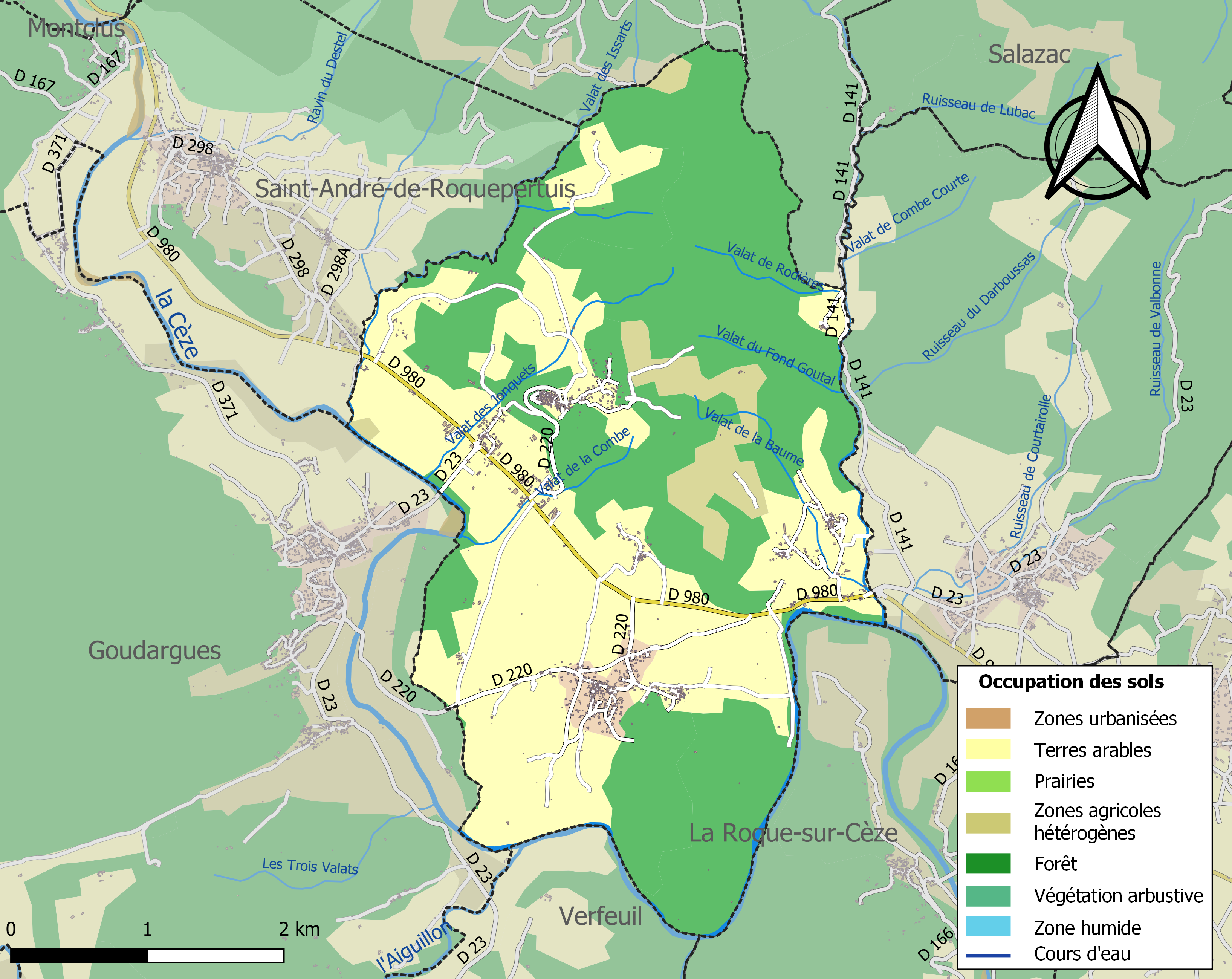
Kaart van de gemeente met belangrijkste infrastructuur, bodemgebruik en omliggende gemeenten

## Demografie
Onderstaande figuur toont het verloop van het inwonertal (bron: INSEE-tellingen).